# Меломанія
Меломанія («Меломания») — дебютный альбом украинской группы «Бумбокс».
Материал для него был сочинен и записан в краткие сроки. Пластинку записывали в студии Fuck!SubmarinStudio (саунд-продюсер Олег Артим) в апреле 2005 года, в короткие сроки — за 22 часа, или три студийные смены. Из многочисленных заготовок отобрали 11 треков, в том числе перезаписали две песни из эпохи «Графіта» — «Одна» и «Почути».
Однако, менеджеры группы не спешили с выпуском дебютного альбома в свет. В связи с этим группа активно распространяла его на «болванках» с записью всем своим знакомым. В результате песни зазвучали на многих региональных радиостанциях, увеличивая популярность исполнителей и узнаваемость, даже в тех городах, в которых группа ещё не была.

## Список синглов
1. Бета-каротин
2. День
3. Діагноз
4. E-Mail
5. Гайки з Ямайки
6. Почути
7. Рожеві сиропи
8. Супер-пупер
9. Одна
10. Бобік
11. Зима
12. Date with Another Ten
13. Пісня для кітайського льотчика

## Рецензии
У "Бумбокса" есть два бросающихся в глаза достоинства. Во-первых, ни у кого на всем постсоветском пространстве скрэтчи и хип-хоповый бит так органично не соседствуют с переборами акустической гитары. Серегу в расчет не берем, "Бумбокс" все же материя более тонкая и близкая андерграунду. Второе и главное достоинство — узнаваемая хохляцкая мелодичность, та самая, из-за которой "Вопли Відоплясова" — больше, чем панк, а "Океан Эльзы" — больше, чем рок. "Бумбокс" восполняет нам нехватку тех ритмов, которые лет пять назад возила сюда группа "Танок На Майданi Конго". "Меломания" — очень понятный и близкий альбом, он украиноязычный, но, кажется, это тот самый случай, когда спасает родство славянских языков. "Можливо я на Ямайку б тебе забрав, / Лавэ не вистачало нам на таксi". "Дай докайфувати, допити останнi ноти..." "Сканували i милом заслали ми нашi душi..." По-моему, не так уж и сложно.
 — пишет Борис Барабанов в газете Коммерсантъ
В песнях, где есть читка, музыка становится бодрее, но акустическая гитара похныкивает и тут. Впрочем, в ряде треков удалось подобрать правильный баланс между "пятничной" гитарой и чёрным "грувом". Хорош открывающий альбом "Бета-каротин", а если бы все песни тут были такими же, как всеукраинский хит "Супер-пупер", то Меломанию впору было бы объявлять альбомом года. А так — подождём до следующего релиза.
 — пишет Дмитрий Вебер в российской версии журнала Rolling Stone